# Pedro de Meneses, 3.º Marquês de Vila Real
Dom Pedro de Meneses, 3.º Marquês de Vila Real, 2.º Conde de Alcoutim e 3.º Conde de Valença (1486-1543) foi um nobre e militar português, governador de Ceuta. Era filho de Fernando de Meneses, 2.º Marquês de Vila Real.
Casou-se, em 1520, com Dona Brites de Lara (1502-1555), sua prima, filha de Afonso de Viseu (filho ilegítimo de D. Diogo, Duque de Viseu), e de D. Joana de Noronha (filha do 1.º Marquês de Vila Real).

## Descendência
De seu casamento (1521), saiu a seguinte descendência:
- Juliana de Lara, casada com João de Lencastre, Duque de Aveiro;
- Miguel de Meneses, 4.º Marquês de Vila Real;
- Maria de Lara (1535-?), religiosa professa no mosteiro de Santa Clara da vila de Santarém;
- Bárbara de Lara (1536-?), casada com António de Ataíde, 2.º Conde da Castanheira;
- Manuel de Meneses, 5.º Marquês de Vila Real.